# Le Front (film)
Pour les articles homonymes, voir Front.
Pour plus de détails, voir Fiche technique et Distribution.
Le Front (Фронт) est un film soviétique réalisé par les Frères Vassiliev, sorti en 1943,.

## Fiche technique
- Titre français : Le Front[3]
- Photographie : Apollinari Dudko
- Musique : Gavriil Popov
- Décors : Anatoliï Bosulaiev, Boris Dubrovskiï-Echke